# Gender-Marketing
Gender-Marketing ist ein Ansatz zur Vermarktung von Produkten und Dienstleistungen, der zum einen auf die Entwicklung und Herstellung von Produkten und Dienstleistungen abzielt, die für Männer oder Frauen unterschiedliche Vorteile haben. Außerdem sollen diese Vorteile bei der Bewerbung und dem Verkauf von Produkten und Dienstleistungen durch das Marketing besonders herausgestellt werden. Dabei werden nicht zwangsläufig traditionelle Geschlechterrollen und -stereotype verstärkt, sondern stellenweise neue Entwicklungen und Geschlechtsentwürfe berücksichtigt (vergleiche Nichtbinäre Geschlechtsidentitäten).

## Ansatz
Frauen und Männer leben in unterschiedlichen Lebensentwürfen und -strukturen, sie treffen auch unterschiedliche Kaufentscheidungen, die es bei der Vermarktung zu berücksichtigen gilt. Geschlechterrollen sind daher nicht mehr nur ein Sozialthema, sondern werden vom Gender-Marketing als ein wichtiger Wirtschaftsfaktor angesehen. Frauenspezifische Autos sind schon länger bekannt, wichtig ist aber, diese nicht als solche zu bewerben. Ein und derselbe Fahrzeugtyp, etwa die sogenannten SUVs werden von unterschiedlichen Käufergruppen bevorzugt. Bei Männern waren dies ältere vermögende Großstädter, die eine Art zivilisierte Naturverbundenheit zeigen wollten. SUVs waren demgegenüber bei Frauen aus der Mittelschicht. (vgl. die Soccer Moms) beliebt, die schlicht den Bedienungskomfort und die hohe Sitzlage als angenehm empfinden.

## Forschung
Obwohl Frauen amerikanischen Studien zufolge über 80 % aller privaten Konsumentscheidungen treffen, werden sie häufig als Kundinnen in vielen Ländern Europas noch nicht ausreichend ernst genommen. In vielen Branchen fehlt ein adäquates Produktangebot und die Vertriebsstrukturen bedürfen noch immer zahlreicher Anpassungen. Frauen fühlen sich im Fernsehen, im Radio oder im Kino mit klischeehafter Werbung konfrontiert. Eine professionelle Beratung, sei es in Finanzfragen, beim Autokauf oder im Zusammenhang mit anderen großen Anschaffungen, suchen sie häufig vergebens.
Joan Acker kritisiert aus einer soziologischen Perspektive, es fände bezüglich der Geschlechterrollen in Forschung und Anwendung eine Einebnung statt, die sozialpsychologische Prozesse von Macht und Unterwerfung ausblende. Sie bezeichnet diese Ausrichtung als „Gender-Regime“, mit dem systematisch das Auseinanderklaffen von Macht und Kontrolle und weniger machtvollen Positionen auf den Geschlechteraspekt reduziert wird, d. h. auf eine angeblich „natürliche“ Weltordnung nach Geschlecht. Stattdessen müssten die ebenfalls wirksamen Kräfte von race, class, sexuality, religion, age, physical abilities – also die Komplexität des Handelns in menschlichen Gruppen mit einbezogen werden, um alleinherrschende Kräfte in Organisationen und Gesellschaft zu untersuchen. Erst dann kann nach Acker die Ungleichheit verstanden werden, die durch fehlende Gelegenheiten, Ausgrenzung, verschiedene Entlohnung, unterschiedliche Würdigung von Arbeitsleistung und andere entsteht.
Bei wirtschaftswissenschaftlichen Untersuchungen wird unter anderem auf die sogenannte Gendercontaminierung verwiesen. Produkte rein frauenspezifisch zu konnotieren, begrenzt deren Attraktivität eher. Porsche hatte bei der Einführung des Cayenne ein massives Problem mit der Marke, weil die traditionellen Porschekäufer die Einführung eines SUV als Beeinträchtigung des Images empfanden. Die Firma reagierte mit verschiedenen Maßnahmen, das ursprünglich sehr männliche Image wiederherzustellen. Umgekehrt sind Frauen eher bereit, einen Imagewechsel von weiblich auf männlich mitzutragen. Die Zigarettenmarke Marlboro etwa war ursprünglich ein sehr frauenspezifisches Produkt. Die Agentur Leo Burnett entwickelte den Marlboro Man in den 1950er Jahren, um die Marke auch bei Männern zu etablieren, Frauen ließen sich aber nicht davon abschrecken.

## Gender-Marketing in der Praxis
Gender-Marketing will in der Tradition des Gender-Mainstreaming die Unternehmen für geschlechterspezifische Unterschiede empfänglich machen. Dies kann mittels verschiedener Formen des persönlichen Coaching oder der Unternehmensberatung geschehen. Dabei werden die interne Firmenstruktur, die Analyse der Zielgruppe und des Angebotes selbst berücksichtigt und dabei auf Personalstrukturen und Arbeitsprozesse sowie auf die Ausrichtung der Marketingstrategien allgemein eingegangen.
Setzt ein Unternehmen bezüglich Gender-Marketing neue Prozesse auf, heißt das noch nicht, dass die gendergerechte Marketingstrategie in der Praxis funktioniert. Immer wieder kommt es bei Produktlaunches oder Werbekampagnen zu Shitstorms, die durch soziale Medien verbreitet werden. Dass Produktvermarktung im Kontext des Gender-Marketings funktioniert, zeigen jedoch einige Best-Practice-Beispiele bekannter Unternehmen. So vermarktete der Hersteller Bosch zum Beispiel 2010 einen Akkuschrauber, der auch Frauen ansprechen sollte, ohne dabei zu sehr auf veraltete Rollenklischees zu setzen.